# Pristinella longisoma
Pristinella longisoma är en ringmaskart som beskrevs av Harman 1977. Pristinella longisoma ingår i släktet Pristinella och familjen glattmaskar. Inga underarter finns listade i Catalogue of Life.